# Tatort: Sterben und sterben lassen
Sterben und sterben lassen ist eine Folge der ARD-Krimireihe Tatort aus dem Jahr 1982 und wurde vom Sender Freies Berlin produziert. In seinem dritten Fall muss Kommissar Walther einen Mordanschlag im Zusammenhang mit einem Medikamentenschmuggel aufklären.

## Handlung
Der junge Wiener LKW-Fernfahrer Niki, der seit einiger Zeit in West-Berlin lebt, möchte mit seinem älteren Bruder Hans, der gerade nach West-Berlin zieht, ein Restaurant eröffnen. Auf der Rückfahrt von einer Tour aus Frankreich wird er in einen Unfall verwickelt, bei dem ein Motorradfahrer getötet wird und begeht Fahrerflucht. Die französische Polizei hat aufgrund eines Fotos einer Unfallzeugin die Berliner Nummer von Nikis LKW und bittet die Berliner Kollegen um Amtshilfe, woraufhin Walther und Hassert den Fuhrbetrieb, bei dem Niki arbeitet, aufsuchen. Walther kann nichts Verdächtiges herausfinden. Niki, der ein Verhältnis mit der Spediteurin Inge Zimmermann hat, schmuggelt für diese in Deutschland hergestellte Medikamente von Spanien, die in Spanien deutlich günstiger verkauft werden, zurück nach Deutschland. Die Fahrerflucht hat er begangen, um den Schmuggel nicht auffliegen zu lassen. Er sagt seiner Chefin zu, sich am nächsten Tag der Polizei zu stellen. Er bittet Inge um einen Kredit für seine Selbständigkeit, woraufhin sie ihn hinauswirft, weil sie vermutet, dass er sie so abservieren will. Niki versucht, das Geld für seine Selbständigkeit anderweitig aufzutreiben, doch scheitert daran. Daraufhin versucht er, Inge mit den illegalen Geschäften, an denen er mitgewirkt hat, zu erpressen.
Niki, der mit mehreren Mitbewohnern in einem ehemaligen Industriegebäude wohnt, fürchtet die Abschiebung nach Frankreich, da er als österreichischer Staatsbürger nicht vom Auslieferungsverbot geschützt ist. Da die Polizei vor dem Gebäude auftaucht, versteckt er sich. Nachdem Niki seinen Freund Robert in die Garage geschickt hat, um als Ablenkung für die Beamten mit Nikis Wagen wegzufahren, explodiert der Wagen, Nikis Mitbewohner kommt bei der Explosion ums Leben. Walther und Hassert werden zum Tatort gerufen, sie finden bei der verkohlten Leiche den Reisepass von Niki Pototschnik, den sie für die Leiche halten. Dieser beobachtet die Szene aus sicherer Distanz. Inge bekommt währenddessen auch unter anderem wegen der Fahrerflucht von Niki Probleme mit dem Abnehmer der geschmuggelten Ware. Walther und Hassert suchen Inge kurz darauf auf, um sie nach ihrem Fahrer Niki zu befragen. Diese verbirgt ihr intimes Verhältnis zu Niki vor den Beamten und gibt sich überrascht von dessen augenscheinlichen Tod. Nachdem die Beamten gegangen sind, geht Inge aufgelöst zu ihrem Angestellten Maximilian Schrader und stellt ihn wegen Nikis vermeintlichem Tod zur Rede. Offensichtlich wollte sie ihm nur einen Denkzettel verpassen und hatte nicht damit gerechnet, dass es einen Toten dabei gibt, Schrader scheint selbst schockiert. Nikis Bruder Hans ist gerade in West-Berlin angekommen und sucht seinen Bruder auf, auch Walther und Hassert befinden sich gerade in Nikis Unterkunft. Walther äußert Hassert gegenüber seine Vermutung, dass Niki ein Verhältnis mit seiner Chefin Inge Zimmermann hatte. Walther und Hassert treffen auf Hans Pototschnik, der seinen Bruder sucht, nachdem sich dieser ihnen vorgestellt hat, informieren ihn über den vermeintlichen Tod seines Bruders.
Niki sucht am Abend Inge auf, diese ist überrascht und glücklich, dass er noch lebt. Am nächsten Morgen vernimmt Walther Hans Pototschnik, der aussagt, dass er mit seinem Bruder zusammen ein Restaurant eröffnen wollte. Über die bisherigen Geschäfte seines Bruders in Berlin wisse er nichts. Als Walther ihm erklärt, dass sein Bruder in Deutschland hergestellte Medikamente aus Spanien zurück nach Deutschland geschmuggelt habe und diese in Nikis Wohnung gefunden wurden, wird Hans ungehalten, sein Bruder sei schließlich tot. Walther wird stutzig, weil Hans auf die bei den Sachen von Niki gefundene Brille irritiert reagiert hatte, auf den der Polizei vorliegenden Fotos trägt Niki auch keine Brille. Walther spricht mit Maximilian Schrader und anschließend mit Inge Zimmermann, Schrader und Inge waren mal ein erfolgreiches Tanzpaar und Schrader in Inge unglücklich verliebt. Er befragt sie nach dem Medikamentenschmuggel, Inge gibt sich ahnungslos. Mara, die Verlobte Nikis, sucht mit Hans, der noch immer in Berlin weilt und dem Tod seines Bruders nachgeht, die Unterkunft von Nikis Freund Robert auf, doch treffen sie diesen dort natürlich nicht an. Hans bricht dort ein, doch findet dort nichts, was ihm neue Erkenntnisse bringt. Zurück in Nikis Wohnung nimmt Hans einen Anruf von Inge entgegen, da er sich für Niki ausgibt, erzählt sie ihm, dass sie das Geld wie vereinbart zusammen habe. Er trifft sich mit Inge, stellt sich dort als Nikis Bruder vor, doch diese hilft ihm nicht weiter, auch, dass sein Bruder noch lebt, offenbart sie ihm nicht. Als Hans sich abends mit Mara in Roberts Unterkunft trifft, taucht plötzlich der tot geglaubte Bruder Niki dort auf, doch dieser läuft vor seinem Bruder weg. Stattdessen sucht Niki Maximilian Schrader auf und geht ihn brutal an, um zu erfahren, warum er ihn umbringen wollte und um seinen Freund Robert zu rächen.
Die Polizei beschattet Hans und Mara, Mara sucht Inge Zimmermann auf und fragt nach Niki, doch Inge gibt sich ahnungslos. Maximilian, der von Niki verschont wurde und dazu kommt, sperrt Mara im Keller ein. Hans, der alles beobachtet hat, verständigt Walther und Hassert. Unterdessen trifft sich Inge mit Niki und übergibt ihm das von ihm erpresste Geld, doch dieser will das Geld jetzt doch nicht, sondern will es alleine schaffen, sich selbständig zu machen. Während des Treffens taucht Maximilian Schrader auf und schießt aus Eifersucht, weil er Inge nie haben konnte, auf Niki, in diesem Moment kommen Walther und Hans hinzu, Niki stirbt in den Armen seines Bruders. Schrader und Zimmermann werden festgenommen. Walther findet später heraus, dass der Medikamentenhersteller die geschmuggelten Medikamente zum mehrfachen Preis zurückgekauft hat, um sich den Markt nicht kaputt machen zu lassen. Ob Hans in West-Berlin bleibt, um das Restaurant alleine zu betreiben oder ob er nach Wien zurückkehrt, bleibt offen.

## Entstehung und Veröffentlichung
Bei der Erstausstrahlung am 31. Mai 1982 in der ARD konnte diese Folge 10,28 Mio. Zuschauer erreichen, was einem Marktanteil von 29 % entsprach. Der Film wurde im September und Oktober 1981 in West-Berlin, Wien und Frankreich gedreht. Das Szenenbild erstellten Götz Heymann und Claus-Jürgen Pfeiffer.
Die Kritiker der Fernsehzeitschrift TV Spielfilm beurteilen diesen Tatort mittelmäßig als: „Spröde Mörderhatz im Schneckentempo“. Die Tatort-Fans bewerten die Episode in der Rangliste auf tatort-fundus.de als eine der schlechtesten Folgen aller Zeiten und bemängeln vorwiegend Drehbuch und künstlerische Mängel.